# Gerrit Jan Lammers
Gerrit Jan Lammers (Aalten, 23 oktober 1903 - 7 november 1976) was een Nederlands bestuurder, ambtenaar en journalist. Tussen 1952 en 1968 was hij directeur van de Rijksvoorlichtingsdienst.

## Leven en werk
Sinds 1921 was Lammers werkzaam in de journalistiek, en tot 1940 was hij parlementair redacteur bij De Standaard. Na het uitbreken van de Tweede Wereldoorlog werd hij in 1940 medewerker van het door de Duitsers tot illegaal verklaarde blad Vrij Nederland. De Duitse Sicherheitsdienst (SD) arresteerde hem in 1941 waarna hij tot eind 1943 gevangen werd gehouden in het Duitse Braunschweig. Na de oorlog maakte hij deel uit van de Commissie voor de Perszuivering die zich richtte op het bestraffen van journalisten en directeuren van kranten die in de oorlog pro-Duits waren.
Lammers studeerde vóór en tijdens de Tweede Wereldoorlog rechten waarin hij in 1945 afstudeerde aan de Vrije Universiteit Amsterdam. Hij promoveerde vervolgens in 1952 op een proefschrift getiteld De Kroon en de kabinetsformatie. Hij werd in 1952 benoemd tot hoofddirecteur van de Rijksvoorlichtingsdienst en bekleedde deze functie tot 1968 toen hij werd opgevolgd door Gijs van der Wiel.